# NGC 171
NGC 171 è una galassia a spirale barrata situata nella costellazione della Balena. Nel New General Catalogue viene registrata anche come NGC 175.

## Descrizione
La galassia presenta due bracci principali mediamente avvolti oltre a bracci minori; il nucleo è piuttosto brillante e mostra la presenza di una barra centrale.
Ha una classe di luminosità I-II e presenta una larga riga a 21 cm dell'idrogeno neutro. Al suo interno racchiude delle regioni di idrogeno ionizzato.

## Scoperta
NGC 171 è stata scoperta il 20 ottobre 1784 dall'astronomo britannico di origine tedesca William Herschel.  Nel novembre 1834 fu riscoperta dal figlio John Herschel e in seguito denominata NGC 175, non avendo compreso che si trattava della stessa galassia.
NGC 171 (identificata come  NGC 175 nell'articolo di Soares et al.) e ESO 540-G 003 formano una coppia di galassie.. Poiché la distanza di ESO 540-G 003 è stimata in 44,03 parsec, data l'incertezza sulle misurazioni è possibile che le due galassie costituiscano effettivamente una coppia.

## Supernova
La supernova SN 2009hf è stata scoperta il 9 luglio 2009 all'interno di NGC 171 (NGC 175 sul site di Rochester) da parte dell'astrofilo sudafricano Berto Monard. La supernova è stata classificata di tipo II-P.